# Matthew Wong
Matthew Wong (Toronto, 1984 – Edmonton, 2019) was een Canadees-Hongkongse kunstenaar. Zijn werk is onder meer tentoongesteld in het Van Gogh Museum.

## Biografie
Matthew Wong werd in 1984 geboren in Toronto. Hij woonde lange tijd in Hongkong. Van 2010 tot 2013 studeerde hij aan de School of Creative Media, onderdeel van de City University of Hong Kong. Hij experimenteerde met fotografie, maar hij zag geen toekomst voor zichzelf als fotograaf. In 2011 leerde hij zichzelf tekenen en schilderen. Wong ging niet naar een academie om schilderen te leren, maar hij legde via Facebook en later Instagram contact met kunstenaars die hij goed vond om via hun posts te leren. Wong bestudeerde schilders die hij bewonderde, zoals Yayoi Kusama, David Hockney, Henri Matisse, Shitao en Vincent van Gogh, en verwerkte die in zijn eigen stijl. Hij plaatste eens een schilderij van zichzelf naast een van Van Gogh op Facebook en vergeleek zijn eigen penseelstreken in een catalogus met die van Vincent van Gogh.
Wong werkte vanuit een gekraakte studio in Edmonton, waar hij tussen 2011 en zijn dood in 2019 meer dan 1300 werken schilderde en tekende, zonder dat de andere bewoners zich daarvan bewust waren. Hij maakte soms wel vijf schilderijen per dag.
Matthew Wong had zijn eerste solotentoonstelling in 2018 in New York. De eerste overzichtstentoonstelling van zijn werk in Nederland vond plaats in 2024 in het Van Gogh Museum.
Al op jonge leeftijd had Matthew Wong depressies. Daarnaast had Wong Gilles de la Tourette en was hij autistisch. Matthew Wong overleed in 2019 in zijn huis in Edmonton door zelfdoding.

## Stijl
Matthew Wong maakte waterverf- en olieverfschilderijen, gouaches en tekeningen op rijstpapier. Zijn werk is kleurrijk en expressief. Wong begon met abstracte schilderijen en werk op papier en ontwikkelde later een meer realistische beeldtaal. Hij voelde zich als kunstenaar verwant met zowel de Amerikaans-Europese als de Chinese kunsttraditie. Aanvankelijk werkte hij veel op traditioneel Chinees rijstpapier met zwarte inkt. De invloed van Van Gogh op het werk van Wong is goed te zien in zijn kleurgebruik en in de dik aangebrachte verfstreken. Zijn manier van werken was erg fysiek, waarbij hij verf direct vanuit de tube of met proppen papier op het canvas aanbracht. Wong verwerkte herinneringen, dromen en emoties in imaginaire landschappen. In zijn werken is vaak een pad afgebeeld dat leidt naar een ongewisse bestemming.

## Solo tentoonstellingen en retrospectieven
- 2024 Matthew Wong | Vincent van Gogh: Painting as a Last Resort, Van Gogh Museum, Amsterdam[4], Kunsthaus Zürich[9], Albertina Modern Wenen[9]
- 2022 The Realm of Appearances, Dallas Museum of Art[10]
- 2021 Blue View, Art Gallery of Ontario, Toronto[11]
- 2019 Blue, Karma, New York
- 2019 Day by Night, Massimo De Carlo, Hong Kong[12]
- 2018 Karma, New York[13][14]
- 2015 Pulse of the Land, Hong Kong Visual Arts Centre, Hong Kong[15]

## Werk in Openbare collecties
Het werk van Matthew Wong is onder meer onderdeel van de collecties van het Metropolitan Museum of Art, het Museum of Modern Art, New York,  en het Dallas Museum of Art.